# Ardclach
Ardclach is een gehucht in de Schotse lieutenancy Nairn in het raadsgebied Highland in de buurt van Glenferness.